# オウチーノ
オウチーノ（英称：O-uccino,）は、株式会社くふう住まいが運営するマンション・一戸建て等の住宅・不動産関連ポータルサイト。
本項では、2022年9月まで存在し、サービスを運営していた企業である株式会社オウチーノ（英称：O-uccino, Inc.）に関しても記述する。

## 概要
設立当初は、全国の賃貸・売買物件検索サイトを運営する「アドパークグループ」の関連会社だったが、CSKグループのサポートのもと、EBOによって2006年12月に独立した。
2012年11月1日より社名を株式会社ホームアドバイザーから「株式会社オウチーノ」に変更。
2022年10月1日付で株式会社くふう住まい（株式会社くふう中間持株会社から商号変更）に吸収合併され、株式会社オウチーノは解散。オウチーノが手掛けていた事業はくふう住まいが継承した。

## 事業
- 住宅購入、賃貸、建築・リフォームの情報提供
- 不動産売却の情報提供
- 住まいに関する相談サービス
- 不動産のインバウンド・アウトバウンド情報等の提供

## 沿革
- 2003年（平成15年）4月 - 東京都中央区に資本金1000万円で株式会社ホームアドバイザーを設立。
- 2004年（平成16年）4月 - 新築マンションサイト「HomePLAZA（ホームプラザ）」を開設。
- 2005年（平成17年）
  - 6月 - 首都圏・関西エリアを含めた全国のマンション情報を掲載開始。
  - 9月 - 「HomePLAZA」に新築一戸建て及び土地情報の掲載を開始。
  - 11月 - 業務拡張のため、本社を東京都港区芝大門へ移転。
- 2006年（平成18年）
  - 1月 - 住宅情報誌「HomePLAZA」を創刊。
  - 12月 - CSKグループ（現・ウィズ・パートナーズ）のサポートによりEBOを実施、アドパークグループから独立。
- 2007年（平成19年）
  - 1月 - エリア特化型の住宅情報誌「HomePLAZA＋（プラス）」を創刊。
  - 1月 - インターネット広告代理業「DUAL BRAIN（デュアルブレイン）」の営業を開始。
  - 2月 - 大阪府大阪市中央区に大阪支社を開設。
- 2008年（平成20年）
  - 4月 - デジタル・アドバタイジング・コンソーシアム株式会社及び株式会社サイバーエージェントと資本提携を実施。
  - 5月 - 中古サイト「O-uccino（オウチーノ）」を開設。
  - 8月 - モバイル端末用住宅・不動産サイト「もばいるHomePLAZA」を開設。ドコモの公式コンテンツとしてサービス開始。
- 2009年（平成21年）
  - 2月 - モバイル端末用の中古住宅サイト「もばいるO-uccino」オープン。
  - 2月 - 国際ニュースサイト「ロイター」に、不動産情報コンテンツを提供。
  - 12月 - 総合ニュースサイト「時事ドットコム」に不動産情報コンテンツを提供。
- 2010年（平成22年）
  - 6月 - 安心リフォームの「達人」、紹介サイト「リフォームO-uccino」を開設。
  - 10月 - 風水や九星気学で部屋探しをサポートする賃貸物件検索サイト「Cariruno（キャリルーノ）」を開設。
  - 10月 - 渋谷スクランブル交差点の大型ビジョンにてHomePLAZAの広告を開始。
  - 10月 - 新サービス「簡単！質問・お問い合わせナビゲーテBOX」開始。
- 2011年（平成23年）
  - 1月 - 賃貸物件専門の携帯用検索サイト 「もばいるCariruno」を開設。
  - 4月 -「HomePLAZA」の携帯サイトをリニューアル。
  - 4月 - リフォーム・リノベーションに特化したマッチングサイト「建築家O-uccino」を開設。
  - 5月 - 「オウチーノ」のiPhoneアプリをリリース。
  - 6月 - 日本初となる「風水でお部屋診断」・「九星気学でお部屋探し」をリリース。
  - 11月 - 「HomePLAZA」を「新築O-uccino」に名称変更し、「O-uccino」ブランドに統一。
- 2012年（平成24年）
  - 4月 - 福岡県福岡市博多区に福岡営業所を開設。
  - 11月 - 商号を株式会社オウチーノに変更。
- 2013年（平成25年）
  - 1月 - 業務拡張のため、福岡営業所を福岡支社へ昇格。
  - 4月 - 愛知県名古屋市中区に名古屋支社を開設。
  - 12月 - 東京証券取引所マザーズに上場。
- 2014年（平成26年）
  - 1月 - 賃貸サイト「Cariruno」を「賃貸O-uccino」に名称変更し、「O-uccino」ブランドに統一。
  - 5月 - 「O-uccino（賃貸）」をリニューアルオープン。
  - 7月 - 業務拡張のため、本社を東京港区東新橋へ移転。
  - 8月 - 不動産の売買、仲介を主要事業とする子会社「株式会社スペースマゼラン」を設立。
- 2015年（平成27年）6月 - 海外不動産ポータルサイト「O-uccino（海外移住・不動産投資）」の運営を開始
- 2016年（平成28年）12月 - 株式公開買付け及び第三者割当増資により、穐田誉輝が過半数の株式を取得。
- 2017年（平成29年）
  - 4月 - 本社を東京港区西新橋へ移転。
  - 5月 - 医師・病院検索サイト「ドクター・オウチーノ」を会社分割（簡易吸収分割）により譲渡。
  - 5月 - 株式会社Seven Signatures Internationalを株式交換により完全子会社化。
  - 10月 - 海外不動産ポータルサイト「海外移住・不動産投資サイト」を事業譲渡。
- 2018年（平成30年）
  - 9月 - 東京証券取引所マザーズ上場廃止。
  - 10月 - 株式会社みんなのウェディングと共同株式移転で設立した持株会社である株式会社くふうカンパニーの完全子会社となる[3]。
- 2019年（平成31年）2月 - 本社を現在地に移転。
- 2022年（令和4年）10月 - 株式会社くふう住まいに吸収合併され解散。